# Sandra Hietel-Heuer
Sandra Hietel-Heuer (* 28. August 1981 in Gardelegen), bis 4. Juni 2022 Sandra Hietel, ist eine deutsche Politikerin (CDU). Sie ist seit 2021 Abgeordnete im Landtag von Sachsen-Anhalt.

## Leben
Hietel-Heuer studierte nach dem Abitur bis 2004 Betriebswirtschaftslehre an der Hochschule Magdeburg-Stendal mit Diplomabschluss (FH). Zudem erwarb sie 2013 einen Master of Arts im Bereich Management. Sie war als Geschäftsstellenleiterin eines Tourismusverbandes tätig.

## Partei und Politik
Hietel-Heuer trat 2007 in die CDU ein. Sie wurde 2009 Mitarbeiterin der Landtagsfraktion ihrer Partei und 2011 Pressesprecherin der CDU-Fraktion. Im Stadtverband Gardelegen hat sie den Vorsitz inne, zudem ein Mandat im Stadtrat. Bei der Landtagswahl in Sachsen-Anhalt 2021 erhielt sie ein Direktmandat im Wahlkreis Gardelegen-Klötze.